# Bono (Huesca)
Bono es un antiguo municipio español perteneciente desde 1970 al municipio de Montanuy, en la Ribagorza, provincia de Huesca, Aragón. Su lengua propia es el catalán ribagorzano.

## Historia
Según Agustín Ubieto Arteta,en el del lugar es en 1069, recogida en la obra de Eduardo Ibarra y Rodríguez Documentos correspondientes del reinado de Sancho Ramírez, desde 1063 hasta 1094, en Colección de documentos para el estudio de la Historia de Aragón, IX (Zaragoza, 1913), y documenta las variantes Bono Castro y Boneu.
Fue cabecera del municipio homónimo, el cual englobaba a Aneto, Estet y Forcat, hasta su fusión en el actual de Montanuy en 1970. El 3 de agosto de 1963 una fuerte tormenta arrasó el pueblo y fomentó la emigración.

## Geografía humana

### Demografía
| Gráfica de evolución demográfica de Bono entre 1842 y 1960 |
| |
| Población de derecho según los censos de población del INE Población de hecho según los censos de población del INEEntre el censo de 1857 y el anterior, este municipio desaparece porque se integra en el municipio 22512 (Aneto) Entre el censo de 1970 y el anterior, este municipio desaparece porque se integra en el municipio 22157 (Montanuy) Entre el censo de 1877 y el anterior, aparece este municipio porque cambia de nombre y desaparece el municipio 22512 (Aneto) |

## Festividades
- 29 de junio en honor a San Pedro.[2]